# A. Madhavan
A. Madhavan (Thiruvananthapuram, 7 février 1934 - 5 janvier 2021) est un écrivain tamoul.